# Březnice (district de Tábor)
Pour les articles homonymes, voir Březnice.
Březnice (en allemand : Breznitz) est une commune du district de Tábor, dans la région de Bohême-du-Sud, en République tchèque. Sa population s'élevait à 226 habitants en 2020.

## Géographie
Březnice se trouve à 8 km à l'est-nord-est de Týn nad Vltavou, à 22 km au sud-ouest de Tábor, à 31 km au nord de České Budějovice à 92 km au sud de Prague.
La commune est limitée par Hodonice au nord-ouest, par Hodětín au nord-est et à l'est, par Záhoří au sud, par Čenkov u Bechyně au sud-est, Žimutice et Týn nad Vltavou à l'ouest.

## Histoire
La première mention écrite du village date de 1293.[réf. nécessaire]

## Patrimoine

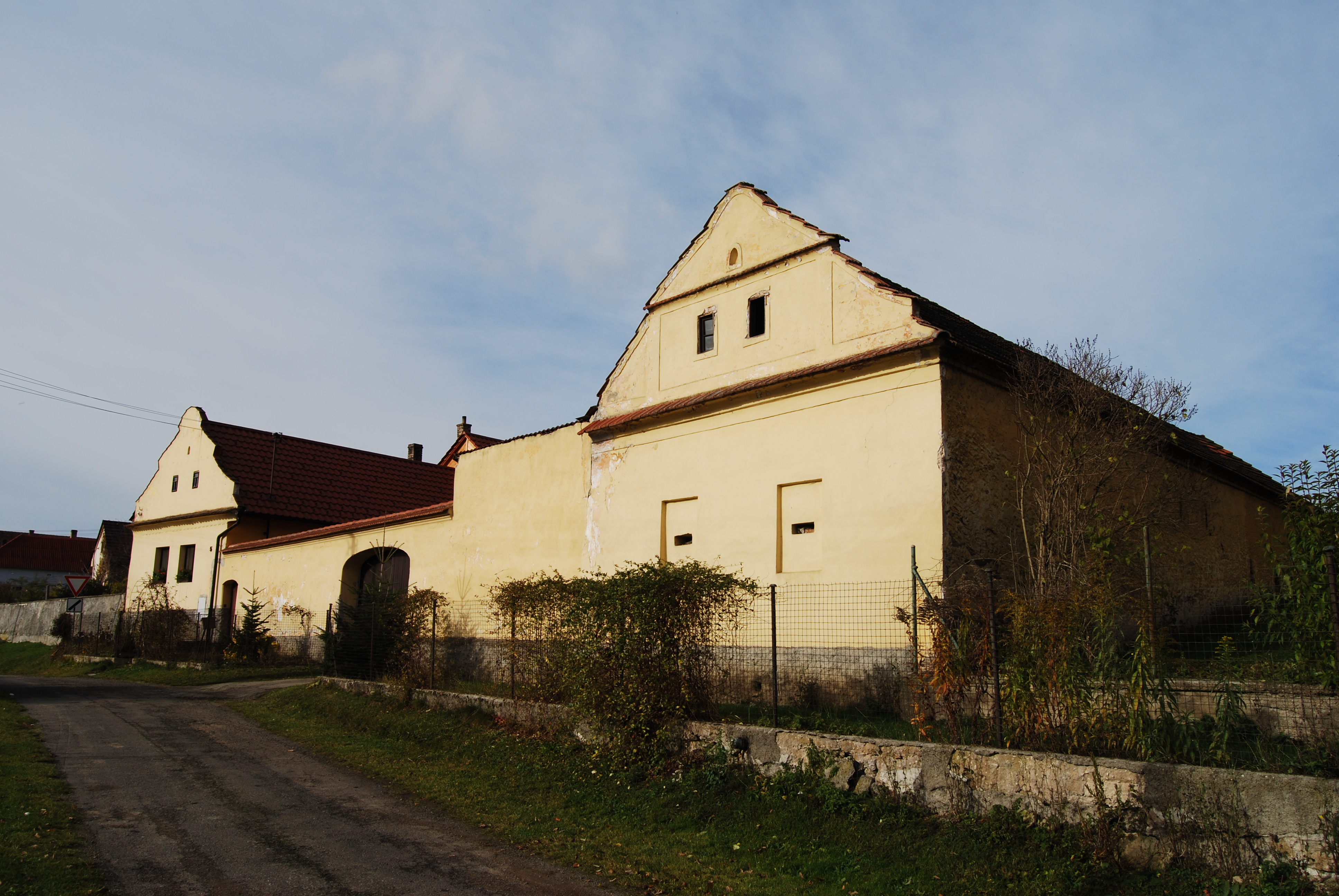
Architecture locale inspirée du baroque.